# Tonga (Ethnien)
Tonga (eine Person Mutonga, mehrere Personen, gesamte Ethnie Batonga) heißen eine bantusprachige Ethnie im Süden Sambias und im Norden der Nachbarländer Simbabwe und Botswana und eine weitere ethnische Gruppe, die im Norden Malawis lebt.

## Valley- und Plateau-Tonga

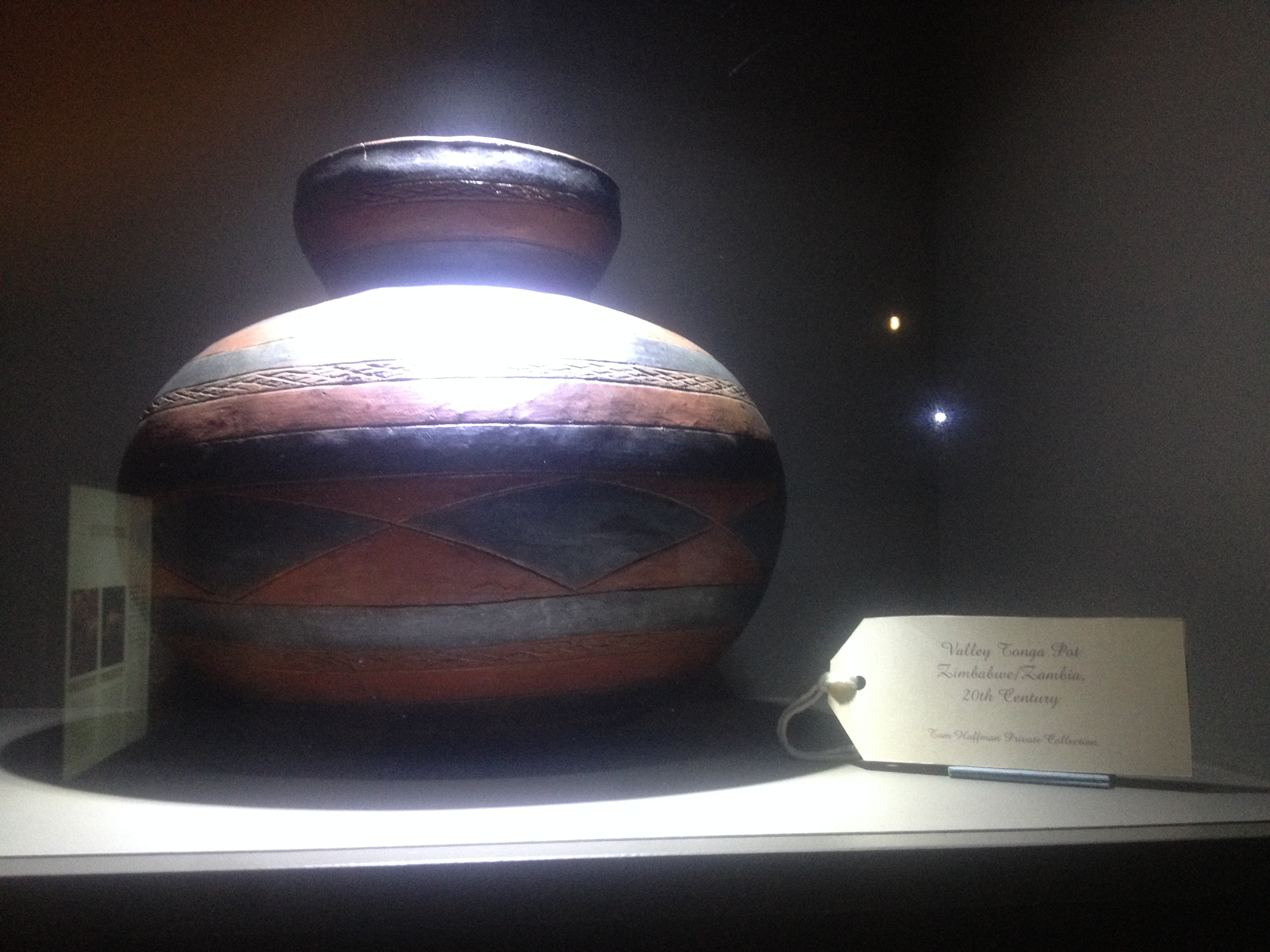
Topf der Valley Tonga im Origins Centre, Johannesburg

Die Valley Tonga und die Plateau Tonga in Sambia, Mosambik und im Norden Simbabwes sprechen Chitonga. Sie lebten sehr lange völlig isoliert in der unzugänglichen breiten Talsohle des Sambesi. Erst nach 1955 wurden sie infolge des Baus der Kariba-Talsperre in die höher gelegene Savanne umgesiedelt. Ihre Orte heute sind Binga, Gwembe, Siavonga, Monze und Sinazongwe sowie die an sie angrenzenden Gebiete. Sie finden sich auch in Namwala und Mazabuka als Minderheit. Im Kampf um die Unabhängigkeit Sambias spielten die Tonga (namentlich Harry Nkumbula) eine wichtige Rolle. Ihre Zahl wird heute auf 1,5 Millionen geschätzt, 1,38 in Sambia und 0,14 in Simbabwe. Es sind meist Subsistenzbauern.
Sie gehören herkömmlich zu den akephalen Gesellschaften (tribes without rulers), t'onga bedeutet sinngemäß „ohne Oberhäupter“. Den zufolge ihrer Migrationsvergangenheit unter teils straffer Häuptlingsorganisation stehenden Nachbarstämmen der Hochebene und der englischen Kolonialmacht galten sie als unorganisiert und ohne komplexere soziale Bezüge; ethnologische Studien (Elizabeth Colson) haben ihren Zusammenhang durch Sprache, Regenschreinkult und Brauchtum erschlossen.
Zur traditionellen Religion der Tonga gehört die Ahnenverehrung. Ahnengeister können für Regen und eine gute Ernte sorgen, falls festgelegte Regeln nicht beachtet werden, können sie Krankheiten bringen. Mashawe-Geister werden durch Besessenheitsrituale besänftigt, aber nicht gänzlich auszutreiben versucht, da keine strikte Einteilung in Gut und Böse stattfindet und die Geister auch vor Hexerei schützen sollen. Eine wichtige Gottheit der Tonga ist Nyami Nyami, der Gott des Zambezi-Flusses.

## Lakeside Tonga
Eine andere Ethnie sind die Lakeside Tonga im nördlichen Malawi und in Tansania am Malawisee. Früher lebten am unteren Shire ebenfalls Tonga.
Die Tonga siedelten in den Gebieten um Matema und Karonga, bis sie 1855 von den Ngoni unterworfen wurden. Sie lebten matrilinear und ohne zentrale Regierung. Vage Tradierungen behaupten, sie seien von Norden her gekommen.
Basil Davidson beschreibt diese Tonga in seinem Buch African Kingdoms als offen und unternehmungslustig. Sie betrachteten die Redefreiheit als vital bedeutend und trennten klar zwischen ihrer Bindung an ihr Dorf und der zu ihrer Verwandtschaft. Zwischen beiden können sie sich frei bewegen. Sie sagen: Querelen, Wortgefechte und Auseinandersetzungen sind typisch für ein Dorf. Davidson zitiert van Velsen: "... sie sind sehr gut im Manipulieren anderer und bewältigen überraschende Situationen gut, da sie über eine lange Erfahrung verfügen, mit anderen klarzukommen." Und weiter: "In der modernen Welt würden wir sie als Gewerkschaftsführer, Politiker, Manager in hohen Positionen finden."
Nach der Unterwerfung durch die Ngoni blieben die Tonga, wo sie wohnten. Doch ihre jungen Männer wurden in die Regimenter der Ngoni verpflichtet. Dort wurden sie bald als brutal und blutrünstiger als die Ngonis eingeschätzt, in die sie sich jedoch nie eingliederten oder gar ihren Namen übernommen hätten. 1875 revoltierten die Tonga gegen die Ngoni und verloren, gaben damit aber das Fanal für einen Aufstand aller Tonga. Es lag an der Livingstone Mission in Livingstonia, dass die Tonga hier nicht ausgerottet wurden. Seitdem leben sie in den Bergen, in höher gelegenen Dörfern. 1993 wurden etwa 250.000 Tonga gezählt.
Tonga waren vor allem Fischer und bauten als Grundnahrungsmittel Maniok an. Da sie die Ausbildung in den Missionen durchliefen, verdienten sie bald höhere Löhne während der deutschen Kolonialzeit und scheinen als Träger, Angelernte und als Hilfstruppen für den Angriff auf Kamaurunga. Die Hälfte der Soldaten dieser Hilfstruppen wollte so den Brautpreis für die Heirat verdienen.
Die Tonga hatten den Brauch der Ngoni übernommen, Rinder als Brautpreis zu zahlen. Die Verwandtschaft war zu weiteren Zahlungen verpflichtet, wenn ein Kind krank wurde. Scheidung war für den Mann schwer, für die Frau leicht. Er konnte seine Frau nicht ohne öffentliche Anhörung verstoßen, während sie und ihre Familie sich jederzeit ohne jede Formalität von ihm trennen konnte. Nur wenn er aus einer bedeutenden Familie stammte, wurde es schwieriger.
Die Tonga glauben an einen höchsten Gott, der jedoch unbestimmt und fast vergessen blieb, da die Ahnen wichtiger waren. Deren Geister wurden beschworen. Schamanen und von Geistern Verzückte suchten Prophezeiungen und Botschaften von den Ahnengeistern. Die Geister der Verstorbenen wurden verehrt, womit diese nach dem Tod weiter lebten und auf die Lebenden wirkten. Sie konnten Fluch und Segen über die Familie bringen, Fluch, wenn sie angegriffen wurden oder eine versteckte Sünde geblieben war. Diese Geister lebten für eine unbestimmte Zeit, aber nicht ewig. Sie können im Nichts verschwinden, wenn sie sich nicht mehr für die Lebenden einsetzen wollen. Einige Tonga am Malawisee sagen, dass ein Mensch durch die Einnahme bestimmter Medizin sicherstellen kann, in welches Tier er sich nach seinem Tod verwandeln möchte.
Der Sozialpsychologe Erich Fromm analysierte im Rahmen seiner Arbeit Anatomie der menschlichen Destruktivität anhand ethnographischer Aufzeichnungen 30 vorstaatliche Völker auf ihre Gewaltbereitschaft, darunter auch die Lakeside Tonga. Er ordnete sie abschließend den „Lebensbejahenden Gesellschaften“ zu, deren Kulturen durch einen ausgeprägten Gemeinschaftssinn mit großer sozialer Gleichheit, eine freundliche Kindererziehung, eine tolerante Sexualmoral und geringe Aggressionsneigung gekennzeichnet sind. (siehe auch: „Krieg und Frieden“ in vorstaatlichen Gesellschaften)